# Stockholm Academy of Dramatic Arts
Stockholm Academy of Dramatic Arts (SADA) ontstond op 1 januari 2011 door een fusie tussen Dramatiska institutet  en Teaterhögskolan i Stockholm en is gevestigd in Stockholm. In het Zweeds is de school bekend onder de naam Stockholms dramatiska högskola.
SADA is in Zweden de grootste opleidingsinstituut voor het hoger onderwijs in film, radio, televisie en theaterwetenschap met bachelor of arts en master of arts. 
SADA geeft ook lessen op universitair niveau in kleinkunst en media. Deze opleiding biedt de studenten de kans om een professionele carrière te beginnen na hun afstuderen. De opleiding bestaat uit een driejaar fulltime studie, met daarin theorie- en praktijkgerichte vakken. Tijdens de opleiding krijgen de studenten lessen en lezingen van professionals in hun vakgebied. 
SADA biedt ook aanvullende en korte opleidingen voor professionals die al actief zijn in het theater en media. 